# Chomelia triflora
Chomelia triflora är en måreväxtart som först beskrevs av Joseph Harold Kirkbride, och fick sitt nu gällande namn av Piero G. Delprete och Achille. Chomelia triflora ingår i släktet Chomelia och familjen måreväxter. Inga underarter finns listade i Catalogue of Life.